# Friedrich von Schele
Friedrich Rabod Freiherr von Schele (født 15. september 1847 i Berlin, død 20. juli 1904 sst.) var en prøjsisk officer og guvernør i den tyske koloni Tysk Østafrika.
Han var søn af den prøjsiske Hofjägermeister og formand for Hofkammer Werner von Schele (1814-1869) og hans ægtefælle Marie, født Eichhorn (1822-1861).
Efter endt militæruddannelse i 1865 blev han optaget som løjtnant ved det Magdeburgske Dragonregiment. Han deltog i den preussisk-østrigske krig i 1866 og senere i den fransk-preussiske krig (1870-71) som personlig assistent for prins Albert af Preussen. Han blev løbende forfremmet og blev i 1891 udnævnt til leder af det prøjsiske krigsministreriums kavaleriafdeling.
I 1892 blev Schele udnævnt til stedfortræder for guvernøren i Tysk Østafrika befalet og efter sin forfremmelse til oberst i 1893 blev Schele udnævnt til guvernør for kolonien og blev samtidig øverstkommanderende for tropperne i kolonien. Han gennemførte en række militæroperationer i Tysk Østafrika mod den lokale befolkning omkring Kilimanjaro. Han modtog i 1894 den fornemme tyske orden Pour le Mérite.
I 1895 genoptog Schele sin militærkarriere og blev den 14. april 1895 ’Flügeladjutant’ for Kejser Wilhelm 2. og blev kort efter udnævnt til brigadekommandør. Stadig som flügeladjutant for kejseren blev han den 1. juni 1896 udnævnt til kommandør af 2. Garde-kavaleri-brigade. En måned senere blev han løst fra sine forpligtelser som adjutant og blev den 22. marts 1897 forfremmet til generalmajor og i juni 1899 yderligere forfremmet til inspektør af 3. kavaleri-inspektion i Münster, hvor han ved udnævnelsen blev tildelt Kroneordenen. I 1900 blev han forfremmet til generalløjtnant. Han blev i 1901 udstationeret ved 16. division i Trier og blev i 1903 udnævnt til guvernør i Mainz.
Af helbredsmæssige årsager trådte Schele tilbage i 1904 og modtog i den anledning Den røde ørns orden af Kejser Wilhelm 2. Kort efter døde Schele efter lang tids sygdom den 20. juli 1904. han er blev begravet på Invalidenfriedhof i Berlin.